# ReBoot
ReBoot — відеогра заснована на однойменному телевізійному мультсеріалі. Гра отримала змішані відгуки.

## Голоси озвучування
- Кетлін Барр[en] (англ. Kathleen Barr): Дот Матрикс
- Майкл Бен'яер[en] (англ. Michael Benyaer): Боб
- Ґері Чалк[en] (англ. Gary Chalk): Слеш
- Майкл Донован[en] (англ. Michael Donovan): Телемайк / Фонг
- Крістофер Ґрей (англ. Christopher Gray): Ензо Матрикс
- Тоні Джей[en] (англ. Tony Jay): Мегабайт
- Скотт МакНіл[en] (англ. Scott McNeil): Хек
- Ширлі Мілнер (англ. Shirley Millner): Гексадесімал
- Девід Горнер (англ. David Horner): Клеш